# Dinarthrum khorassanicum
Dinarthrum khorassanicum är en nattsländeart som beskrevs av Schmid 1959. Dinarthrum khorassanicum ingår i släktet Dinarthrum och familjen kantrörsnattsländor. Inga underarter finns listade i Catalogue of Life.